# ベン・コズロースキー
ベンジャミン・アンソニー・コズロースキー（Benjamin Anthony Kozlowski , 1980年8月16日 - ）は、アメリカ合衆国フロリダ州セントピーターズバーグ出身の元プロ野球選手（投手）。

## 経歴
1998年、ボストン・レッドソックスからドラフト26巡目で指名されるが契約せず、翌1999年にアトランタ・ブレーブスからドラフト12巡目で指名され契約。
2002年4月にテキサス・レンジャーズに移籍し、同年9月19日のシアトル・マリナーズ戦で先発しメジャーデビュー（5回3失点）。9月28日のオークランド・アスレチックス戦で2度目の先発（5回4失点）。いずれも勝利投手の権利を持って降板したが、リリーフ投手が打たれメジャーでの勝利を逃している。メジャー登板はこの2試合に終わり、その後はレッズ、ドジャースなどのマイナーで先発・中継ぎ・抑えを務めた。
2007年はヤンキース傘下3Aで42試合に登板し、5勝7敗1セーブ、防御率3.00。特に左打者に対する被打率を1割4分2厘に抑えたことを評価され、同年オフ、メジャー15球団との獲得競争の末に広島東洋カープと契約した。
2008年はリリーフ投手として開幕を迎えたが、シーズン途中で先発に転向となった。7月12日、転向後の初登板で初先発初勝利を記録。最終的に26試合で防御率4.74の成績を収めた。その後左肘を手術した影響で同年12月2日に自由契約公示されたが、術後の回復が良好と判断されたため、2009年1月13日に広島と再契約した。しかし2009年シーズンはリリーフとして1試合に登板しただけに終わり、同年で広島を退団した。
2013年はアトランティック・リーグのサマセット・パトリオッツとシュガーランド・スキーターズでプレーした。
2014年も前年に引き続きシュガーランド・スキーターズに所属。

## 詳細情報

### 年度別投手成績
| 年 度    | 球 団    | 登 板 | 先 発 | 完 投 | 完 封 | 無 四 球 | 勝 利 | 敗 戦 | セ 丨 ブ | ホ 丨 ル ド | 勝 率 | 打 者 | 投 球 回 | 被 安 打 | 被 本 塁 打 | 与 四 球 | 敬 遠 | 与 死 球 | 奪 三 振 | 暴 投 | ボ 丨 ク | 失 点 | 自 責 点 | 防 御 率 | W H I P |
| -------- | -------- | ----- | ----- | ----- | ----- | -------- | ----- | ----- | -------- | ----------- | ----- | ----- | -------- | -------- | ----------- | -------- | ----- | -------- | -------- | ----- | -------- | ----- | -------- | -------- | ------- |
| 2002     | TEX      | 2     | 2     | 0     | 0     | 0        | 0     | 0     | 0        | 0           | ----  | 50    | 10.0     | 11       | 3           | 11       | 0     | 1        | 6        | 0     | 0        | 7     | 7        | 6.30     | 2.20    |
| 2008     | 広島     | 26    | 4     | 0     | 0     | 0        | 2     | 1     | 2        | 6           | .667  | 170   | 38.0     | 41       | 4           | 17       | 1     | 2        | 31       | 3     | 4        | 21    | 20       | 4.74     | 1.53    |
| 2009     | 広島     | 1     | 0     | 0     | 0     | 0        | 0     | 0     | 0        | 0           | ----  | 5     | 0.1      | 3        | 0           | 0        | 0     | 1        | 0        | 1     | 0        | 3     | 2        | 54.00    | 9.00    |
| MLB：1年 | MLB：1年 | 2     | 2     | 0     | 0     | 0        | 0     | 0     | 0        | 0           | ----  | 50    | 10.0     | 11       | 3           | 11       | 0     | 1        | 6        | 0     | 0        | 7     | 7        | 6.30     | 2.20    |
| NPB：2年 | NPB：2年 | 27    | 4     | 0     | 0     | 0        | 2     | 1     | 2        | 6           | .667  | 175   | 38.1     | 44       | 4           | 17       | 1     | 3        | 31       | 4     | 4        | 24    | 22       | 5.17     | 1.59    |

- 2009年度シーズン終了時

### 記録
- 初登板：2008年3月28日、対中日ドラゴンズ1回戦（ナゴヤドーム）、9回裏に2番手で救援登板、1回1失点
- 初奪三振：2008年4月2日、対阪神タイガース2回戦（広島市民球場）、9回表に桧山進次郎から見逃し三振
- 初セーブ：2008年4月3日、対阪神タイガース3回戦（広島市民球場）、9回表1死に3番手で救援登板・完了、2/3回無失点
- 初ホールド：2008年4月9日、対東京ヤクルトスワローズ1回戦（明治神宮野球場）、9回裏に2番手で救援登板、1/3回無失点
- 初先発・初勝利：2008年7月12日、対阪神タイガース10回戦（阪神甲子園球場）、5回2/3を3安打無失点

### 背番号
- 34（2008年）
- 67（2009年）